# Henry Petersen (arkeolog)

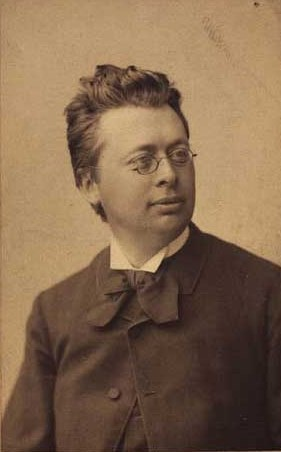
Henry Petersen.

Karl Nikolaj Henry Petersen, född den 20 mars 1849 i Köpenhamn, död den 21 september 1896 i Hornbæk, var en dansk arkeolog.
Petersen blev filosofie doktor 1876, anställdes 1879 vid Museet for nordiske Oldsager, blev 1885 inspektör för minnesmärkens bevarande och 1892 direktör för Nationalmuseets nyare avdelningar. Efter att i sin ungdom (1873–1885) ha deltagit i arkeologiska undersökningar runt omkring i landet ledde han senare omfattande utgrävningar av borg- och kyrkoruiner. Utom en mängd mindre avhandlingar (Om Helleristninger i Danmark, 1875, Et dansk Flag fra Unionstiden i Mariakirken i Lybek, 1882, med flera) utgav han Nordboernes Gudsdyrkelse og Gudetro (1876), Danske gejstlige Sigiller fra Middelalderen (1886), Vognfundene i Dejbjerg Præstegaardsmose (1888) och Danske adelige Sigiller fra 13. og 14. Aarhundrede (1892–1897, avslutad av Anders Thiset) samt medverkade i Frederik Sehesteds Fortidsminder og Oldsager fra Egnen om Broholm (1878) och Arkæologiske Undersøgelser (1884).